# Świerklaniec (gemeente)
De gemeente Świerklaniec is een landgemeente in het Poolse woiwodschap Silezië, in powiat Tarnogórski.
De zetel van de gemeente is in Świerklaniec.

## Omgeving
De gemeente ligt in powiat Tarnogórski en grenst aan de steden:
- Tarnówskie Góry, Miasteczko Śląskie, Piekary Śląskie, Radzionków.

en de gemeenten:
- Ożarowice (powiat Tarnogórski)
- Bobrowniki (powiat Będziński)

## Plaatsen
De volgende plaatsen liggen op het grondgebied van de gemeente:
- Nakło Śląskie (sołectwo)
- Nowe Chechło (sołectwo)
- Orzech (sołectwo)
- Świerklaniec (sołectwo, dorp)

## Oppervlakte gegevens
In 2002 bedroeg de totale oppervlakte van gemeente Świerklaniec 44,26 km², waarvan:
- agrarisch gebied: 29%
- bossen: 47%

De gemeente beslaat 6,89% van de totale oppervlakte van de powiat.

## Demografie
Stand op 30 juni 2004:
| Omschrijving                   | Totaal | Totaal | Vrouwen | Vrouwen | Mannen | Mannen |
| ------------------------------ | ------ | ------ | ------- | ------- | ------ | ------ |
| eenheid                        | aantal | %      | aantal  | %       | aantal | %      |
| inwoners                       | 10 890 | 100    | 5550    | 51      | 5340   | 49     |
| bevolkingsdichtheid (inw./km²) | 246    | 246    | 125,4   | 125,4   | 120,7  | 120,7  |

In 2002 bedroeg het gemiddelde inkomen per inwoner 1257,84 zł.